# Fritz Todt
Fritz Todt (Pforzheim, 4. rujna 1891. – 8. veljače 1942.) bio je njemački inženjer, istaknuta ličnost u nacističkoj hijerarhiji i osnivač organizacije Todt. U razdoblju između 1940. i svoje smrti 1942. vršio je funkciju ministra za oružje i streljivo.

## Rani život
Todt je rođen u Pforzheimu kao sin vlasnika tvornice. Studirao je inženjerstvo u Karlsruheu, a obrazovanje je nastavio u Školi za napredne tehničke studije u Münchenu. Sudjelovao je u Prvom svjetskom ratu, prvo kao član pješačke jedinice, a zatim kao izviđač za zračne snage. Dobro je izvršavao svoje zadatke, zbog čega je nagrađen Željeznim križem.

## Politička karijera
Nakon rata, završio je studije 1920. godine i zaposlio se u civilnoj inženjerskoj tvrtki Sager i Werner, koja se bavila izgradnjom autocesta i tunela. NSDAP-u se priključio 1922., a kasnije i SS-u. Postavljen je na poziciju pukovnika u stožeru Heinricha Himmlera 1931. godine, kada je i doktorirao. Todt je izdao stručni rad 1930. u kojem je predložio način da se iskoristi rad jednog milijuna ljudi. Adolf Hitler je bio impresioniram tim radom i postavio je Todta na čelo nove tvrtke u državnom vlasništvu, koja se bavila izgradnjom autocesta, i koja je bila zaslužna za izgradnju Autobahna. Osnovao je organizaciju Todt 1938. koja je uključivala privatne i državne firme i koja se bavila projektiranjem i izgradnjom svih važnijih infrastrukturnih objekata u Trećem Reichu. Bio je zadužen i za izgradnju Siegfried linije. Postavljen je za ministra za oružje i streljivo 1940. godine. Sljedeće godine je dobio zadatak za obnavljanje infrastrukture u osvojenim dijelovima Zapadne Europe, a 1942. je bio zadužen za obnovu puteva i željeznice u Sovjetskom Savezu. Todtovo napredovanje u partiji ga je dovelo u sukob s Hermanom Göringom i Martinom Bormannom. Todt je bio zaslužan i za izgradnju Atlantskog bedema koji je predstavljao betonsku zaštitu za njemačke podmornice duž francuske obale prema Atlantskom oceanu. Svi veći tehnički zadaci u Trećem Reichu su njemu bili povjereni, i on je imao mogućnost koristiti milijune zarobljenika kao radnu snagu za završetak svojih projekata. Često se sukobljavao s Hermanom Göringom, ali je uživao veliko povjerenje kod Hitlera. Poslije jedne inspekcije na Istočnom frontu, rekao je Hitleru da bi bez bolje opreme i većih zaliha bilo bolje okončati rat sa Sovjetskim Savezom.

## Smrt
Poginuo je u zrakoplovnoj nesreći, u trenutku kada je putovao da se sastane s Hitlerom u Rastenburgu. Njegovu poziciju je naslijedio Albert Speer, koji je trebao biti u istom avionu kao i Todt, ali ga je propustio.